# Marcos Valle
Marcos Kostenbader Valle (Rio de Janeiro, 14 de setembro de 1943) é um compositor, cantor, instrumentista e arranjador brasileiro.
Escreveu muitos temas para telenovelas, dentre elas Pigmalião 70 e Os Ossos do Barão. Nos anos 70, a TV Globo solicitou aos irmãos Valle e Nelson Motta que fizessem uma canção de natal para o fim do ano, com os atores das telenovelas e artistas da Rede Globo cantando. A canção "Um novo tempo" (a dos versos "Hoje é um novo dia / de um novo tempo / que começou...") tornou-se um sucesso tão grande que nunca mais saiu do ar, sendo presença obrigatória no Natal da Rede Globo até hoje.
Jet-Samba foi o primeiro disco lançado por um selo brasileiro após dezenove anos, e o primeiro totalmente instrumental em 38 anos, com Valle comandando toda a produção e também assinando os arranjos. Seu último trabalho é o CD e DVD Estática, lançado em 2010.

## Carreira

### Início
Começou a estudar piano clássico aos seis anos de idade e formou-se em piano e teoria musical em 1956. 
Considerado como um dos integrantes da segunda geração da bossa nova, iniciou sua carreira artística em 1961 integrando um trio, juntamente com Edu Lobo e Dori Caymmi. Nessa época, começou a compor suas primeiras músicas em parceria com o irmão Paulo Sérgio Valle. O trabalho da dupla foi registrado, pela primeira vez, em 1963, com a gravação da canção "Sonho de Maria", pelo Tamba Trio.
Também em 1963, gravou seu primeiro LP, Samba Demais, registrando suas composições "Amor de nada", "Razão do amor", "Tudo de você", "Sonho de Maria", "E vem o sol" e "Ainda mais lindo", todas em parceria com Paulo Sérgio Valle, além das canções "Vivo sonhando" (Tom Jobim), "Moça flor", (Durval Ferreira e Lula Freire), "Canção pequenina" (Pingarilho), "Ela é carioca" (Tom Jobim e Vinicius de Moraes), "Ilusão à toa" (Johnny Alf) e "A morte de um Deus de sal" (Roberto Menescal e Ronaldo Bôscoli). O disco foi contemplado com vários prêmios. Nessa época, começou a apresentar-se em shows e abandonou o curso de Direito na Pontifícia Universidade Católica do Rio de Janeiro no segundo ano.
Em 1964, sua canção "Samba de Verão" atingiu o segundo lugar nas paradas de sucesso estadunidenses, e teve pelo menos 80 versões gravadas nos EUA.
Em 1965, participou do espetáculo "A bossa no Paramount", realizado no Teatro Paramount (SP), no qual interpretou duas canções inéditas que se tornariam emblemáticas em sua carreira de compositor: "Preciso aprender a ser só" e "Terra de ninguém", ambas com Paulo Sérgio Valle. A segunda, contou com a participação de Elis Regina, então em início de carreira, alcançando, de imediato, enorme sucesso. Nesse mesmo ano, lançou o disco autoral O compositor e o cantor Marcos Valle, com destaque para as canções "Gente", "Preciso aprender a ser só", "Samba de verão", "A resposta" e "Deus brasileiro", todas com Paulo Sérgio Valle. Ainda em 1965, viajou para os Estados Unidos, onde fez parte durante sete meses do conjunto de Sérgio Mendes, Brasil’65, com o qual se apresentou em casas noturnas, universidades e no programa de televisão de Andy Williams (o qual gravou duas bossa nova, "Summer Samba (So Nice)" e "The Face I Love (Seu Encanto)"). Também gravou um single com "All my loving", dos Beatles, em ritmo de bossa nova. Após esse período, retornou ao Brasil.
Em 1966, a gravação de Walter Wanderley de sua música "Samba de Verão" (com Paulo Sérgio Valle) alcançou o 2º lugar nas paradas de sucesso norte-americanas, recebendo, mais tarde, em torno de 80 regravações nesse país. Nesse ano, Marcos começou a gravar as faixas do que seria seu terceiro LP mas não concluiu esse trabalho. Voltou no ano seguinte para os Estados Unidos e lançou nesse país o LP instrumental Braziliance! A música de Marcos Valle, registrando suas canções "Os grilos", "Preciso aprender a ser só", "Batucada surgiu", "Samba de verão", "Vamos pranchar", "Deus brasileiro", "Patricinha", "Passa por mim" e "Se você soubesse", todas com Paulo Sérgio Valle, "Seu encanto" (c/ Paulo Sérgio Valle e Pingarilho), "Dorme profundo" (c/ Pingarilho) e "Tanto andei". Nesse mesmo ano, gravou outro LP, Samba '68. Lançado pelo lendário selo Verve, esse trabalho contém alguns de seus maiores sucessos vertidos para o inglês, com arranjos de Eumir Deodato e participação de grandes músicos norte-americanos. O próprio Valle cuidou dos vocais principais em dueto com Annamaria de Carvalho Valle, então sua esposa.
Porém, com saudades do Rio de Janeiro e assustado com a possibilidade de ser recrutado para servir o Exército norte-americano na Guerra do Vietnã, Marcos Valle desembarcou no Galeão nos últimos dias de 1967. Trazia novas canções na bagagem e, no início de 1968 preparou um novo LP, Viola enluarada, exclusivamente autoral, tem como destaque a faixa-título (com Paulo Sérgio Valle), cantada em duo com Milton Nascimento, além de "Próton elétron nêutron" (uma primeira experiência misturando baião e samba), "Maria da favela", "Homem do meu mundo", "Terra de ninguém", "Eu", "Tião Braço Forte" e "O amor é chama", todas com Paulo Sérgio Valle, "Viagem" (com Ronaldo Bastos), "Bloco do eu sozinho" (com Ruy Guerra), "Réquiem" (com Milton Nascimento, Ruy Guerra e Ronaldo Bastos) e "Pelas ruas do Recife" (com Paulo Sérgio Valle e Novelli).
Em 1969, gravou o LP Mustang cor de sangue, com destaque para a faixa título, para o tema instrumental "Azimuth" e para a canção "Dia de vitória", ambas com Paulo Sérgio Valle. Esse trabalho representa uma mudança interessante de direção em sua carreira. A bossa nova vivia um momento de baixa no Brasil e Marcos Valle tratou de caminhar em direção a um pop cosmopolita. Uma influência presente desde sempre em sua vida: o menino Marcos adorava ouvir música norte-americana no rádio e na vitrola. Na adolescência, o rock and roll o conquistou a ponto de ele até hoje citar "Be-Bop-A-Lula" (de Gene Vincent) como uma das canções que o marcaram no período. Com um enorme talento natural para criar grooves e apaixonado por ritmo, incorporou o soul norte-americano e a pilantragem de Wilson Simonal. Longe da inocência juvenil dos primeiros anos de sua carreira, esse novo Marcos Valle passou a ser associado à modernidade, à tecnologia e a uma imagem de cidadão do mundo. Por sua vez, as letras de Paulo Sérgio Valle passaram a adotar temáticas críticas. Disparando contra a sociedade de consumo e a ditadura militar, os irmãos Valle produziram algumas obras-primas nessa época. Infelizmente, esse lado de sua obra não recebeu até hoje o devido crédito: Marcos Valle não se identificou com o padrão "guerrilheiro" vigente na MPB a partir da Tropicália. Descendente de alemães, loiro e tachado como "um bem-nascido representante da elite carioca", suas provocações e contestações são ignoradas por parte da crítica e do público. No livro "Eu não sou cachorro não", de Paulo César de Araújo, sua canção "Flamengo até morrer" foi descrita como "adesista" quando era exatamente o contrário: uma ironia muito sofisticada à alienação causada pelo futebol nos brasileiros.

### Década de 70
Na década de 1970, teve intensa atuação em trilhas sonoras de novelas. Atuou também na área publicitária, montando a empresa Aquarius Produções Artísticas em sociedade com seu irmão Paulo Sérgio e com o amigo Nelson Motta. Assinou diversos jingles de muito sucesso.
Em 1970, gravou o LP Marcos Valle, com destaque para "Quarentão simpático" (c/ Paulo Sérgio Valle), "Pigmalião" (c/ Paulo Sérgio Valle e Novelli) e a provocadora "Ele e ela" (onde ele e sua irmã Ângela Valle insinuam uma relação sexual). Na capa desse disco, o artista aparece deitado em uma cama, com o quarto arrumado. Na contracapa, o mesmo quarto - na verdade o quarto de sua irmã na casa de seus pais - está vazio e desarrumado. Há roupas femininas espalhadas pelo cenário.
Em 1971, lançou o LP Garra, trazendo na capa o rosto sereno de Marcos em um corpo de ave de rapina sobre as cores da bandeira brasileira, com destaque para "Com mais de 30", "O cafona" e "Minha voz virá do sol da América", todas com Paulo Sérgio Valle, e "Que bandeira" (c/ Paulo Sérgio Valle e Mariozinho Rocha). Ainda nesse ano, venceu a IV Olimpíada da Canção de Atenas com "Minha voz virá do sol da América", defendida por Cláudia. "Black is beautiful", também gravada por Elis Regina, transformou Marcos Valle de certa forma em líder da causa negra. Uma posição defendida até hoje na literatura acadêmica.
Em 1972, lançou o LP Vento sul, registrando composições próprias, como "Revolução orgânica", "Malena" e a faixa-título, todas com Paulo Sérgio Valle, além de "Voo cego" (Cláudio Guimarães) e "Paisagem de Mariana" (Frederyko), entre outras. Vento sul representa outra ruptura radical na carreira de Marcos Valle. Realizado logo após o lançamento de sua trilha sonora de maior sucesso, a da novela "Selva de pedra", o LP representou um momento de grande cansaço para o artista. Ele se sentia limitado em sua criatividade pelas imposições dos trabalhos encomendados e queria dar vazão a tudo o que o influenciava naquele instante. Surfista desde a juventude, Marcos Valle começou a frequentar o vilarejo de Búzios e alugou ali uma casa, onde permaneceu com alguns amigos por alguns dias e idealizou parte do repertório do disco. Queria então contestar preconceitos e explorar uma maior sensação de liberdade criativa. Acompanhado pelo grupo O Terço (Sérgio Hinds, Cezar de Mercês e Vinícius Cantuária), mergulhou na contracultura, na psicodelia e no rock'n'roll. Na faixa "Mi Hermoza", Valle se aproxima até mesmo do heavy metal através de um riff pesado com ecos de Led Zeppelin e Black Sabbath.
Em 1973, compôs a trilha sonora do documentário O Fabuloso Fittipaldi, de Roberto Farias, registrada em disco pela Philips. Essa trilha, muito influenciada pelos filmes blaxploitation norte-americanos e pelo jazz-rock, significa o início da colaboração de Valle com os músicos José Roberto Bertrami (órgão e sintetizadores), José Alexandre "Alex" Malheiros (baixo) e Ivan "Mamão" Conti (bateria) que seguiram carreira juntos com o nome de Azymuth a partir daquele ano. Esses músicos trouxeram novas sonoridades para a carreira de Marcos Valle: José Roberto Bertrami incorporou os sintetizadores em sua música, e Alex Malheiros utilizava um baixo Rickenbacker 4001, então muito utilizado por grupos de rock progressivo e por Paul McCartney. E lançou em compacto Alegria da vida, a música de abertura do programa infantil "Vila Sésamo", lançado em conjunto pela Rede Globo e pela TV Cultura de São Paulo. 
Ainda em 1973, gravou o LP Previsão do Tempo, exclusivamente autoral, que incluiu as canções "Flamengo até morrer", "Os ossos do barão" e "Tiu-ba-la-quieba", todas com Paulo Sérgio Valle, além de "Não tem nada não" (com João Donato e Eumir Deodato), entre outras. Nesse disco, que também contou com a participação dos músicos do Azymuth, Marcos Valle utilizou uma "human beatbox" na faixa "Mentira", reproduzindo com sua voz os sons de uma bateria. Ainda que a "beatbox" não esteja presente ao longo de toda a música e apareça junto de outros instrumentos em parte de suas intervenções, ela não se diferencia das experiências realizadas quase uma década depois pelo rapper norte-americano Doug E. Fresh, apontado em várias obras musicológicas como o inventor da beatbox. Com base em "Mentira", podemos considerar então Marcos Valle como o criador da "human beatbox". Na provocadora capa, um Marcos Valle debochado e sorridente aparece mergulhado na piscina da casa de seus pais, para ressurgir na contracapa como se tivesse morrido afogado, pelas mãos da ditadura militar do Brasil.
Em 1974, lançou um LP com uma trilha completa para o programa "Vila Sésamo". Nesse disco, Marcos Valle divide os vocais com João Mello e Suzana Machado (formando o Trio Soneca) e toca um Piano Rhodes, instrumento recém incorporado ao seu arsenal e que sempre o acompanhou desde então. Devido ao pequeno orçamento, as faixas foram gravadas no estúdio da Aquarius Produções Artísticas, próximo ao Teatro Municipal do Rio de Janeiro. Em seguida, Marcos gravou o LP Marcos Valle, contendo, entre outras, suas canções "No rumo do sol", "Meu herói" e "Casamento, filhos e convenções", todas com Paulo Sérgio Valle. Esse disco, influenciado pelo "piano pop" de Elton John e pelo rock progressivo, conta com a participação do grupo Som Imaginário (o qual já havia participado no disco de 1970), reflete a tristeza do artista pelas limitações impostas pela censura ao seu trabalho. As faixas transmitem uma impressão de tristeza e despedida. A capa foi assinada pelo artista Flavio D'Allincourt.
De fato, Marcos Valle, farto da censura e enfrentando alguns problemas psicológicos que afetavam sua voz, estava de partida. Entre 1975 a 1980, morou nos Estados Unidos, onde participou do LP de Sarah Vaughan Songs of the Beatles, interpretando com a cantora a faixa "Something" (George Harrison). Trabalhou, também, com Airto Moreira, com quem dividiu os arranjos do disco Touching you, touching me, gravado pelo instrumentista e compositor, indicado para o Prêmio Grammy. Teve, também, canções de sua autoria gravadas por artistas norte-americanos, como o grupo Chicago ("Life is what it is") e a cantora Sarah Vaughan, que registrou as versões "If you went away" e "The face I love" (respectivamente "Preciso aprender a ser só" e "Seu encanto") no disco I love Brazil. Fortemente influenciado pela disco music, que lhe evocava os antigos bailes de Carnaval do Copacabana Palace e os filmes de Fred Astaire e Gene Kelly, Marcos foi se aproximando de músicos negros e do universo do R&B e do boogie funk. Estabeleceu por volta de 1978 uma sólida parceria musical com o norte-americano Leon Ware, colaborador frequente de Marvin Gaye.

### Década de 80
Em 1980, Marcos Valle retornou para o Brasil ansioso para participar da vida musical e de um Brasil em processo de redemocratização, e disposto a ficar de vez no Rio de Janeiro. No ano seguinte, lançou o LP Vontade de rever você, em que registrou composições próprias, como "Bicho no cio" e "Velhos surfistas querendo voar", (ambas com Paulo Sérgio Valle e Leon Ware), e "A Paraíba não é Chicago" (com Paulo Sérgio Valle, Laudir de Oliveira, Leon Ware e Peter Cetera), entre outras.
Em 1983, gravou o LP Marcos Valle, pela Som Livre, contendo exclusivamente canções de sua autoria, como "Estrelar" (cujo single vendeu cerca de 90 mil cópias, quase alcançando um Disco de Ouro), "Fogo do sol", "Samba de verão" e "Viola enluarada" todas com Paulo Sérgio Valle.
Em 1984, lançou um compacto simples contendo a canção "Bicicleta", que se tornou outro grande sucesso.
Em 1986, gravou o LP Tempo da gente, exclusivamente autoral, contendo as canções "O tempo da gente" (com Paulo Sérgio Valle e Ary Carvalho), "Sem você não dá" (com Erasmo Carlos), "Tá tudo bem" (com Vinícius Cantuária) e "Pior que é" (com Eumir Deodato), entre outras.

### Década de 90
A partir de 1990, suas músicas começaram a ser muito executadas em pistas de dança de casas noturnas de Londres, alcançando um grande sucesso em outros países da Europa e no Japão.
Em 1992, nasceu seu primeiro filho, Daniel, seguido por Tiago em 1994.
Em 1995, Marcos recebeu o título de "Homem do Momento", conferido pela revista inglesa "Straight no Chaser". A partir desse ano, seus discos "The essential Marcos Valle", "The essential Marcos Valle 2", "Previsão do tempo", "O compositor e o cantor" e "Vontade de rever você" começaram a ser lançados nos mercados europeu e japonês.
Em 1998, gravou para o selo londrino Far Out Recordings o CD Nova Bossa Nova, contendo composições próprias, como "Novo visual (New look)", "Abandono (Abandon)", "Cidade aberta (Open city)" e "Bahia blue", entre outras. Ainda nesse ano, foi lançado o Songbook Marcos Valle, produzido por Almir Chediak, contendo parte expressiva de sua obra.
Em 1999, apresentou-se no "Festival de Verão: Rio, sempre Bossa Nova", projeto da Prefeitura do Rio de Janeiro realizado no Parque Garota de Ipanema.

### Anos 2000
Em 2000, realizou, com o guitarrista argentino Victor Biglione e a cantora Patrícia Alví, além dos músicos canadenses Jean Pierre Zanella (sax e flauta), Jean-François Groulx (sintetizador), Jim Hillman (bateria) e Norman Lachapelle (baixo), o show de encerramento das comemorações dos 500 anos do Brasil, em Montreal.
Em 2001, participou, ao lado de Roberto Menescal, Wanda Sá, Patrícia Alví e Danilo Caymmi, do Fare Festival, realizado em Pavia (Itália) pela Società dell’Academia, em colaboração com a prefeitura da cidade. Nesse mesmo ano, lançou o CD Bossa entre amigos, gravado ao vivo, com Roberto Menescal, Wanda Sá e Patrícia Alví, no Teatro Rival. E lançou pela Far Out Recordings mais um CD autoral, Escape.
Em 2003, lançou, com Victor Biglione, o CD Live in Montreal, registro ao vivo do espetáculo realizado em 2000 no Canadá. E também Contrasts, para a Far Out Recordings de Londres.
Em 2004, participou, ao lado de Gilberto Gil e outros artistas, da gravação do CD Hino do Fome Zero (Roberto Menescal e Abel Silva). Também nesse ano, apresentou-se, ao lado de Johnny Alf, João Donato, Carlos Lyra, Roberto Menescal, Wanda Sá, Leny Andrade, Pery Ribeiro, Durval Ferreira, Eliane Elias, Os Cariocas e Bossacucanova, no espetáculo "Bossa Nova in Concert", realizado no Canecão (RJ). O show foi apresentado por Miele e contou com uma banda de apoio formada por Durval Ferreira (violão), Adriano Giffoni (contrabaixo), Marcio Bahia (bateria), Fernando Merlino (teclados), Ricardo Pontes (sax e flauta) e Jessé Sadoc (trompete), concepção e direção artística de Solange Kafuri, direção musical de Roberto Menescal, pesquisa e textos de Heloisa Tapajós, cenários de Ney Madeira e Lídia Kosovski, e projeções de Sílvio Braga.
Em 2005, apresentou-se no Songbook Café (RJ). Também nesse ano, esteve no palco do Bar do Tom (RJ), ao lado de Roberto Menescal, Wanda Sá e Carlos Lyra, com o show "Bossa entre amigos". Ainda em 2005, participou da segunda apresentação do espetáculo "Bossa Nova in Concert", no Parque dos Patins (RJ). Nesse mesmo ano, lançou o CD Jet-Samba.
Em 2006, foi contemplado com o Prêmio TIM, na categoria Melhor Disco Instrumental, pelo CD Jet-Samba, cuja produção foi assinada pelo próprio artista.
No ano seguinte, após realizar turnê de 20 shows pela Europa, foi o homenageado no mês de junho pelo Instituto Cultural Cravo Albin na série "Sarau da Pedra", projeto realizado com patrocínio da Repsol YPF e apoio da gravadora Biscoito Fino. No evento, foi afixada no Mural da Música do instituto, diante da presença de várias personalidades da cena cultural carioca, uma placa com seu nome, a ele dedicada pela relevância de sua obra musical. Produzida por Heloisa Tapajós e Andrea Noronha, a comemoração contou com palestra do crítico musical Antonio Carlos Miguel e um show realizado por Kiko Continentino (teclado), Paulo Russo (contrabaixo), Marcelo Martins (sax e flauta) e Renato “Massa” Calmon, com músicas de autoria do compositor homenageado, que assumiu o teclado, ao final da apresentação, para interpretar, ao lado de Jorge Vercilo (voz e violão), a canção “Pela ciclovia”, parceria de ambos.
Em 2008, participou do espetáculo "Bossa Nova 50 anos", realizado na Praia de Ipanema, no Rio de Janeiro, acompanhado pela cantora Patrícia Alvi. Também no elenco, Carlos Lyra, Roberto Menescal, Oscar Castro Neves, Wanda Sá, Leila Pinheiro, Emílio Santiago, Zimbo Trio, Leny Andrade, Maria Rita, Fernanda Takai, João Donato, Bossacucanova e Cris Delanno. O show, em comemoração aos 50 anos da bossa nova, e também celebrando o aniversário da cidade do Rio de Janeiro, teve concepção e direção de Solange Kafuri, direção musical de Roberto Menescal e Oscar Castro Neves, pesquisa e textos de Heloisa Tapajós, e apresentação de Miele e Thalma de Freitas.
Em 2008, lançou, com João Donato, Carlos Lyra e Roberto Menescal, o CD Os Bossa Nova, contendo suas canções “Até o fim” (c/ Carlos Lyra), “Gente” (c/ Paulo Sérgio Valle), “Entardecendo” (c/ João Donato) e “Bossa entre amigos” (c/ Roberto Menescal), além de “Samba do carioca” (Carlos Lyra e Vinicius de Moraes), “Tereza da praia” (Tom Jobim e Billy Blanco), “De um jeito diferente” (João Donato e Lysias Ênio), “Sextante” (Carlos Lyra), “Vagamente” (Roberto Menescal e Ronaldo Bôscoli), “A cara do Rio” (Roberto Menescal e João Donato), “Ciúme” (Carlos Lyra), “Balansamba” (Roberto Menescal e Ronaldo Bôscoli), “Até quem sabe” (João Donato e Lysias Ênio) e o meddley “Bewitched, bothered and bewildered” (Richard Rodgers e Lorenz Hart)/”Este seu olhar” (Tom Jobim)/”Só em teus braços” (Tom Jobim). Participaram também do disco os músicos Jorge Helder (baixo), Paulo Braga (bateria), Jessé Sadoc (trompete), Dirceu Leite (sax e flauta), Jaques Morelenbaum (cello) e Carlos Bala (bateria).
Lançou, em 2009, ao lado de Celso Fonseca, o CD Página Central, contendo 12 inéditas parcerias de ambos: “Vim dizer que sim”, “Faz de conta”, “Azul cristal”, “Vôo livre”, “Ela é aquela”, “Pra tocar assim”, “Encantadas”, “Quase perto”, “No balanço do meu samba”, “Três da tarde”, “Curvas do tempo” e a faixa-título. O disco contou com a participação do Grupo Azymuth, de Jaques Morelenbaum e da cantora Patrícia Alví. No show de lançamento desse CD, realizado no Teatro Tom Jobim, Marcos retomou a colaboração com o grupo Azymuth e, pela primeira vez, apresentou ao vivo o tema "Fittipaldi show", de 1973. Nessa altura, o disco "Estática" (para a Far Out) já estava gravado. Seu lançamento na Inglaterra aconteceu em outubro de 2010, seguido por uma turnê europeia de shows. 
Em julho de 2011, a EMI brasileira lançou a caixa de CDs "Tudo" onde estão todos os seus discos gravados para a empresa britânica entre 1963 e 1974, incluindo alguns fonogramas inéditos recuperados pelo pesquisador Charles Gavin nos porões da gravadora.
Em 28 de junho de 2019, lança o álbum Sempre, pelo selo inglês Far Out Recordings.
Em 10 de janeiro de 2020, é lançado o álbum Cinzento. O álbum traz inéditas composições autorais criadas em parceria com Bem Gil ("Se proteja"), Domenico Lancellotti ("Pelo sim pelo não"), Kassin ("Lugares distantes"), Moreno Veloso ("Redescobrir") e Zélia Duncan ("Rastros raros").
Em novembro de 2022, lançou o single "Laiaraiá", composição do próprio Marcos Valle em parceria com Leoni, e gravado em parceria com Henrique Portugal. Em 20 de dezembro de 2022, lançou o single "A chuva sem Gal", gravado com Joyce Moreno pela gravadora Biscoito Fino, em homenagem à cantora Gal Costa.
Em maio de 2023, gravou com Joyce Moreno a faixa "Rose" para o disco em tributo ao cantor, compositor e violonista Henri Salvador.

## Discografia
- 1963: Samba Demais (Odeon Records)
- 1965: O Compositor e o Cantor (Odeon)
- 1967: Braziliance (Odeon)
- 1968: Samba '68 (Verve)
- 1968: Viola Enluarada (Odeon)
- 1969: Mustang côr de Sangue (Odeon)
- 1970: Marcos Valle (Odeon)
- 1971: Garra (Odeon)
- 1972: Vento Sul (Odeon)
- 1973: Previsão do Tempo (Odeon)[1]
- 1974: Marcos Valle (Odeon)
- 1981: Vontade de Rever Você (Som Livre)
- 1983: Marcos Valle (Som Livre)
- 1986: Tempo da Gente (Arca Som)
- 1998: Nova Bossa Nova (Far Out Recordings)
- 2001: Escape (Far Out)
- 2002: Bossa Entre Amigos (with Roberto Menescal and Wanda Sá) (Albatroz)
- 2002: Live in Montreal (Rob)
- 2003: Contrasts (Far Out)
- 2005: Jet Samba (Dubas)
- 2008: Conecta ao Vivo No Cinematheque (live)
- 2008: Os Bossa Nova (Biscoito Fino) - com João Donato, Roberto Menescal, Carlinhos Lyra
- 2009: Página Central com Celso Fonseca (Biscoito Fino)
- 2010: Estática (Far Out)
- 2013: Marcos Valle & Stacey Kent - Ao Vivo 50 Anos (Sony)
- 2016: Marcos Valle & Stacey Kent ‎– Live at Birdland New York City (Sony)
- 2018: Edu Dori e Marcos com Dori Caymmi e Edu Lobo (Biscoito Fino)
- 2019: Sempre (Far Out Recordings)
- 2020: Cinzento (Deck)

## Trilhas sonoras
- Véu de Noiva (Rede Globo, 1969): faixa "Azymuth"
- Pigmalião 70 (Rede Globo, 1970): faixa de abertura
- O Cafona (Rede Globo, 1971): faixa de abertura
- Uma Rosa com Amor (Rede Globo, 1972): faixa "Marionetes"
- Selva de Pedra (Rede Globo, 1972): trilha completa
- Uau, a companhia! (Rede Globo, 1972): música-tema
- Globo Cor Especial (Rede Globo, 1973): música-tema
- Os Ossos do Barão (Rede Globo, 1973): trilha completa
- O Fabuloso Fittipaldi (Roberto Farias Produções Cinematográficas, 1973): trilha completa
- Vila Sésamo (Rede Globo, 1972-74): trilha completa
- Em Família (Rede Globo, 2014): faixa "Summer Samba" trilha sonora complementar Bossa